# Azok a csodálatos férfiak (film, 1969)
Azok a csodálatos férfiak (eredeti angol címe Monte Carlo or Bust!, az Amerikai Egyesült Államokban Those Daring Young Men in Their Jaunty Jalopies) 1969-ben bemutatott angol filmkomédia, Ken Annakin rendezésében, angol, amerikai, német és olasz szereplőgárdával. A film a Monte-Carlo Rallye autóverseny kifigurázása, az Azok a csodálatos férfiak a repülő masináikban című 1965-ös, repülőversenyes filmvígjáték stílusában. A két film közös, visszatérő szereplőpárosa az intrikus Sir Ware-Armitage (Terry-Thomas) és kaján inasa (Eric Sykes). Rajtuk kívül még Gert Fröbe szerepel mindkét filmben.

## Cselekmény
Az 1920-as években járunk. Meghirdetik a Monte-Carlo Rallye nemzetközi autóversenyt, 2400 kilométeres (1500 mérföldes) távon. A több tucat versenyző Európa öt távoli pontjáról indul (a skóciai John o’Groats-ból, Stockholmból, Athénból, a szicíliai Ragusából és Lisszabonból. A különböző irányokból induló szakaszok a savoyai Chambéryben futnak össze, ettől a találkozóponttól minden résztvevő ugyanazon az útvonalon hajt tovább Monte-Carlóig.
A benevezett versenyzők közé tartozik, az amerikai Chester Schofield és a Sir Cuthbert Ware-Armitage brit arisztokrata. Sir Cuthbertet arról értesítik, hogy apja, Sir Percy Ware-Armitage, szenvedélyes pilóta (az Azok a csodálatos férfiak a repülő masináikban című elődfilm egyik főszereplője, egyaránt Terry-Thomas alakításában) éppen halálos repülőbalesetet szenvedett, és fia örökli apjának jól menő angliai autómobilgyárát. Perkins, Sir Cuthbert inasa kajánul hozzáteszi, hogy a gyár felét azonban nem ő, hanem egy amerikai hamiskártyás, Chester Schofield nemrég pókeren elnyerte Sir Percytől, így Sir Cuthbert csak a másik felét örökölhette. Sir Cuthbert fogadást ajánl Schofieldnek: mindketten saját autójukkal induljanak el a versenyen, és aki előbb ér célba, elnyeri az egész autógyárat. Schofield állja a fogadást, Sir Cuthbert pedig bizonyos benne, hogy fondorlatos szabotázsakcióival meggátolja vetélytársát az előrejutásban.
Nagy-Britannia színeiben két gyarmati katonatiszt, Dawlish őrnagy és Barrington főhadnagy indul a versenyen, mindketten zseniális feltalálónak vélik magukat, autójukat változatos, innovatív szerkezetekkel tuningolják egyre nagyobb teljesítményre. 
A két olasz, Angelo Pincelli és Marcello Agosti, római forgalmi rendőrök és nagy szoknyavadászok. Összes pénzüket egy piros versenyautóra költötték, hogy a versenyen sok pénz nyerjenek, gyönyörű lányokat csábíthassanak el, és ne kelljen főnökük csúnya lányát feleségét venniük.
Willi Schickel és Otto Schwartz német szélhámosokat a maffiózó Levinovitch gróf kiszabadítja a börtönből. Schickel nagyon hasonlít a német-argentín Horst Müller autóversenyzőre, ezért a gróf azzal bízza meg, hogy Müller papírjaival induljon el a versenyen Stockholmból, és egy preparált pótkerékben nagy értékű ékszereket csempésszen át a svéd, dán, német és francia vámhatáron. Levinovitch figyelmezteti Schickelt, hogy ne keltsen feltűnést, tartsa be a sebességhatárokat, érkezzen célba a legutolsók között. Nagy jutalmat helyez kilátásba, de megfenyegeti Willit, hogy kudarc esetén egy alpesi tó fenekére küldi, a már ott pihenő Horst Müller mellé…
Egy francia autón három csinos női versenyző is benevez, Marie-Claude orvosnő és két medika. A verseny főrendezője, Monsieur Dupont tiltakozik a női sofőrök indulása ellen, de a feminista orvosnő elsöprő stílusban kierőszakolja az engedélyt. A Szicíliából induló olasz csendőrök és francia feminista lányok folyamatosan bosszantják és előzgetik egymást. Egy pataknál a lányok fürdeni mennek, a felizgatott Marcellóék ellopják a ruháikat, a szemfüles Marie-Claude az ő csendőr-egyenruhájukat lopja vissza.
A skóciai startnál Schofield egyedül indul el, mert kísérőjét Sir Cuthbert hashajtóval kiütötte. Perkins jelenteni akarja gazdája aljas húzását, de Sir Cuthbert az apja hagyatékában talált kompromittáló fényképpel megzsarolja. Schofield egyedül is jól halad, de Yorkshire-be érve megáll az út mellett integető szép Betty mellett, aki állítólag elveszett lovát keresi, de rábeszéli Schofieldet, vigye el őt az amúgy is útba eső Párizsig. Útközben Betty többször kávészünetet kér, így Doverben kishíján lekésik az indulófélben lévő kompot. Párizs felé közeledve egy francia csendőr megállítja őket gyorshajtásért, de a szép Betty meglágyítja szívét, és szirénázó felvezetést biztosít nekik a fővárosig, ahol viszont Betty bevásárló túrára indul és megrakja Schofield autóját divatos női holmikkal. Az Alpokhoz érve az álnok Sir Cuthbert felgyújtja az utolsó benzinkutat, hogy hátrányba hozza Schofieldet, de a robbanásban saját autója is tüzet fog, gyalogosan kell másik autót keresnie.
A Svédországból induló brit Dawlish–Barrington páros többször konfliktusba kerül a német sofőrökkel, de Müller (azaz Schickel) mindig kitér a verekedés elől, követve a gróf szigorú utasítását. A német határon a vámosok először Müllerék autóját kezdik átkutatni, csempészárut keresve, majdnem megtalálják a preparált pótkereket, de amikor fennhéjázó Dawlish őrnagy siettetni próbálja őket, a német vámosok elengedik Müllert, a briteket vetkőztetik le, és elkobozzák hatalmas csempészett alkohol-készletüket. A többi irányból igyekvő versenyzőknek is meggyűlik a bajuk az időjárással, magas hegyekkel, és a helyi veszedelmekkel, megvadult bikákkal, balkáni felkelőkkel.
Egy chambéryi szállodában találkozik a mezőny. Sir Cuthbert igyekszik meggátolni, hogy a versenyzők kipihenhessék magukat. Összekeveri a szobaszámokat, ebből hatalmas kalamajka támad. Továbbindulás előtt Betty „véletlenül” altatószert ad Schofield-nek, de megígéri, hogy menet közben ébren tartja. Az Alpokon való átkelés viszontagságosnak bizonyul, sípályákra hajtanak, kötélpályákon akadnak fenn, lavinák zuhannak rájuk. Müller–Schickel és Schwartz mérlegelik, hogy átszöknek a svájci határon az ékszerekkel együtt, de Levinovitch gróf elrejtőzött emberei nyomban tüzet nyitnak rájuk, kénytelenek folytatni a versenyt a gróf terve szerint. Schofield elalszik, Betty az autót egy befagyott vízesésbe kormányozza. Sir Cuthbert boldogan otthagyja őket lógni, de a megérkező brit tisztek kimentik őket, a francia doktornő élénkítő gyógyszert is ad Schofieldnek, de figyelmezteti, hogy később újra el fog aludni.
A mezőny beérkezik Monte-Carlóba. Marie-Claude és orvostanhallgatónői egy balesetnél segédkezve hátramaradnak, a többiek befutnak Monte-Carlóba. Mivel a pontszámok különbsége elenyésző, a rendezőség másnapra egy döntő időfutamot ír ki a Monte-Carló körüli szerpentineken. Ennek győztese nyeri az egész versenyt. A hotelben Müller-Schickel és Schwarz megdöbbenve látják, hogy Levinovitch grófot a francia rendőrök bilincsbe verve elvezetik. Sejtik, hogy hamarosan őket is visszaviszik a börtönbe, ezért eltökélik, hogy előtte legalább a versenyt megnyerik. Betty a szállodai szobában bevallja Schofieldnek, hogy valójában Sir Cuthbert bérelte fel, hogy térítse el vetélytársát a versenytől. A szerelmes Schofield mindent megbocsát neki.
A döntő futam elstartol. A Dawlish-Barrington páros begyújtja a turbórakétákat, autójuk felrobban, a britek flegmán feladják a versenyt: „Az időjárás ellenünk fordult.”  A többiek vad versenybe kezdenek a meredek, kanyargó hegyi szerpentinúton. Schofield gyógyszerének elmúlik a hatása, elalszik az útpadkán. Müller-Schickel elveszíti az ékszeres pótkereket, amely Sir Cuthbert autóján landol. Az elsőként célba érő Sir Cuthbertet keréklopás miatt diszkvalifikálják. Müller-Schickel és Schwartz fut be másodiknak, győztesként ünneplik őket, de a francia csendőrség  letartóztatja és elvezeti őket. A két olasz fiú megnyeri a versenyt, de ők a fair play jegyében átadják a kupát a francia lányoknak. Betty egy csapat segítővel visszasiet az alvó Schofield autójához, és áttolja a célvonalon, így ő nyeri a fogadást.

## Szereposztás
| Szerep                                      | Színész               | Magyar hangja (1. szinkron |
| ------------------------------------------- | --------------------- | -------------------------- |
| Monsieur Dupont                             | Bourvil               | Papp János                 |
| Marcello Agosti, olasz rendőr               | Lando Buzzanca        | Végh Péter                 |
| Angelo Pincelli, olasz rendőr               | Walter Chiari         | Czvetkó Sándor             |
| Digby Dawlish brit őrnagy                   | Peter Cook            | Kautzky Armand             |
| Kit Barrington brit hadnagy                 | Dudley Moore          | Lippai László              |
| Sir Cuthbert Ware-Armitage                  | Terry-Thomas          | Székhelyi József           |
| Perkins, Sir Cuthbert inasa                 | Eric Sykes            | Forgács Gábor              |
| Chester Schofield, amerikai pókerjátékos    | Tony Curtis           | Háda János                 |
| Betty                                       | Susan Hampshire       | Kovács Nóra                |
| Dr. Marie-Claude francia orvosnő            | Mireille Darc         | Orosz Helga                |
| Pascale, francia medika                     | Marie Dubois          | (n. a.)                    |
| Dominique, francia medika                   | Nicoletta Machiavelli | (n. a.)                    |
| Willi Schickel német elítélt / Horst Müller | Gert Fröbe            | Ujlaki Dénes               |
| Otto Schwartz német elítélt                 | Peer Schmidt          | Csuja Imre                 |
| Levinovitch gróf, maffiózó                  | Jack Hawkins          | Versényi László            |
| Újságírónő                                  | Hattie Jacques        | (n. a.)                    |

## A filmbeli veterán autók
Annakin rendező nagy súlyt helyezett a korhű veterán autók szerepeltetésére, ezeket a komédia szerves részlnek nevezte. A oldtimer autómobilok szervezését és mozgatását David Watson egykori autóversenyző intézte.
| Sofőr szerep / Ország                                               | Színész                                            | Autómobil, évjárat | Kép |
| ------------------------------------------------------------------- | -------------------------------------------------- | --- | --- |
| Chester Schofield · USA                                             | Tony Curtis                                        | Alvis Speed 20 (1932–1936) Filmbeli név: „Triple S, Six-Sylinder Special” |     |
| Sir Cuthbert Ware-Armitage, · Perkins, inas · Egyesült Királyság    | Terry-Thomas, Eric Sykes                           | Austin Heavy 12/4 Burnham (1929) Filmbeli név: „Nifty Nine, Mark II” |     |
| Marcello Agosti, · Angelo Pincelli · Olasz Királyság                | Lando Buzzanca, Walter Chiari                      | Lancia Lambda (1922–1931) |     |
| Digby Dawlish őrnagy, · Kit Barrington hadnagy · Egyesült Királyság | Peter Cook, Dudley Moore                           | Lea-Francis (1928 körül) Filmbeli extrák: „Dawlish vészjelző autókürt, Dawlish kipufogógázgyűjtő és abroncspumpa, Dawlish tiprólánc és hóolvasztó, Dawlish nyeles ködlámpa, Dawlish Booster raktétahajtómű”, stb. stb. |     |
| Willi Schickel, · Otto Schwartz · Német Birodalom                   | Gert Fröbe, Peer Schmidt                           | Mercedes-Benz SSK (1928–1932) |     |
| Dr. Marie-Claude · Pascale · Dominique · Franciaország              | Mireille Darc, Marie Dubois, Nicoletta Machiavelli | Peugeot 201 (1929–1931) |     |
| Egyéb autók                                                         | ---                                                | Morris Oxford (1919–1926) |     |
| Egyéb autók                                                         | ---                                                | Blower Bentley (1927–1931) |     |

## További információ
- Azok a csodálatos férfiak a PORT.hu-n (magyarul)
- Azok a csodálatos férfiak az Internetes Szinkronadatbázisban (magyarul)
- Azok a csodálatos férfiak az Internet Movie Database-ben (angolul)
- Azok a csodálatos férfiak a Rotten Tomatoeson (angolul)
- Azok a csodálatos férfiak a Box Office Mojón (angolul)
- Gonflés à bloc (1969) (francia nyelven). AlloCiné.fr
- Monte Carlo Rallye (1969) (német nyelven). Filmdienst.de
- Azok a csodálatos férfiak (1969) (magyar nyelven). TMDB (The MovieWeb Adatbázis)
- Azok a csodálatos férfiak (1969) (magyar nyelven). MAFAB.hu